# 雨の日のひとりごと
『雨の日のひとりごと』（あめのひのひとりごと）は、八神純子のプレ・デビューシングル。1974年12月10日に、キャニオン・レコード（現：ポニーキャニオン）内にかつて存在したレーベル″アードバーク″から発売された。

## 背景
表題の「雨の日のひとりごと」は、八神が高校在学中に初めて作詞作曲した曲。1974年10月、16歳の時につま恋エキジビションホールで開催された第8回ポピュラーソングコンテスト（ポプコン）に出場してこの曲を歌唱し、優秀曲賞を受賞する。ちなみに同コンテストでは、後に2枚目のシングルとして発表される「幸せの時」も歌唱して入賞しており、八神はつま恋での本選会において、出場者で唯一の2曲同時入賞を果たしている。また、同年に開催された第5回世界歌謡祭にも出場しており、この際の曲名には「雨の日のひとりごと (Junko's Dream)」とサブタイトルが付けられていた。
A面・B面曲ともに萩田光雄が編曲を担当しており、B面曲「何故だかつらいの」の萩田の編曲について八神は、「邦楽を聴かない私が洋楽を目指したということを、よく理解しているかのようなアレンジをしてくださった」とコメントしている。
ファースト・アルバム『思い出は美しすぎて』には、シングルバージョンと異なるアレンジが施され、ボーカルを録り直して収録された。

## 収録曲
SIDE A
雨の日のひとりごと（3分51秒）
作詞・作曲：八神純子 / 編曲：萩田光雄
SIDE B
何故だかつらいの（3分12秒）
作詞・作曲：八神純子 / 編曲：萩田光雄

## 発売履歴
| 地域 | 発売日         | レーベル                   | 規格                   | 規格品番 |
| ---- | -------------- | -------------------------- | ---------------------- | -------- |
| 日本 | 1974年12月10日 | AARD-VARK                  | シングル・レコード     | AV-41    |
| 日本 | 2023年3月30日  | Yamaha Music Entertainment | デジタル・ダウンロード |          |